# Relações entre Irã e Marrocos
As relações entre Irã e Marrocos foram muitas vezes prejudicadas por disputas. Em várias ocasiões, o Irã e o Marrocos romperam ampla ou completamente as relações diplomáticas. O Irã cortou todos os laços diplomáticos com Rabat em 1981. Isto ocorreu em resposta à decisão do rei Hassan II de dar asilo ao exilado Xá Mohammad Reza Pahlavi. Passou-se quase uma década até que as relações pudessem descongelar o suficiente para renovar os laços. Foi quase uma década depois disso, antes que Abderrahmane Youssoufi, o primeiro-ministro do Marrocos na época, liderasse a primeira delegação marroquina à República Islâmica do Irã. Os laços econômicos aumentaram muito nos últimos tempos.
Em 6 de março de 2009, o rei Mohammed VI, do Marrocos, rompeu as relações diplomáticas com o Irã, sob diversas razões. O Ministério das Relações Exteriores do Marrocos disse em um comunicado de imprensa na sexta-feira que o Marrocos cortou seus laços diplomáticos com o Irã após as críticas de Teerã sobre o Bahrein; Ele também citou que o Irã, espalhando a sua vertente xiita do islamismo no Marrocos sunita, estava interferindo nos assuntos domésticos do país. Em fevereiro de 2014, ambos disseram que estavam restabelecendo laços diplomáticos. Em 2 de maio de 2018, no entanto, o Marrocos cortou seus laços diplomáticos novamente com o Irã. De acordo com o ministro marroquino dos assuntos estrangeiros, a decisão foi tomada porque o Irã forneceu apoio financeiro e logístico ao movimento secessionista Frente Polisario, através de seu representante libanês Hezbollah.